# Tramonti
Tramonti (Tramunte in campano) è un comune italiano sparso di 4 189 abitanti della provincia di Salerno in Campania. La sede comunale è collocata nella frazione di Polvica.
Considerato il "polmone verde" della Costiera amalfitana, è il comune maggiormente esteso di quest'ultima. Dal 1997, assieme agli altri paesi della Costa d'Amalfi, il territorio comunale è iscritto nella lista dei Patrimoni dell'umanità dell'UNESCO.

## Geografia fisica

### Territorio
Sorge sui monti Lattari, in Costiera amalfitana, in prossimità dell'Agro nocerino sarnese. È stata la sede principale della comunità montana Penisola Amalfitana (tramutatasi nel 2008 in "Comunità Montana dei Monti Lattari", costituita in seguito all'accorpamento delle Comunità Montane Zona Penisola Sorrentina e Zona Penisola Amalfitana). Il monte più alto è il monte Cerreto, 1316 m s.l.m. (presso la frazione Cesarano).
- Classificazione sismica: zona 3 (sismicità bassa), Ordinanza PCM. 3274 del 20/03/2003.

### Clima
La stazione meteorologica più vicina è quella di Ravello. In base alla media decennale di riferimento 2006-2016, la temperatura media del mese più freddo, gennaio, si attesta a +6 °C e quella del mese più caldo, agosto, è di +25 °C.

## Storia

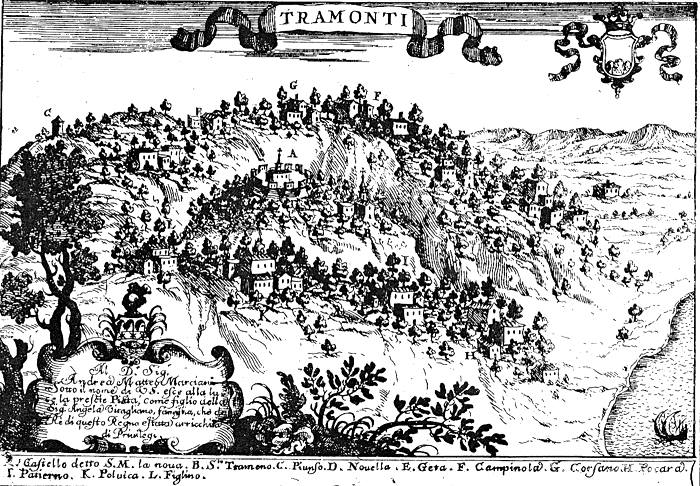
Una mappa di Tramonti del 1702

Tredici borghi sparsi sopra ineguali piani, costituiscono il territorio di Tramonti; il luogo prende il nome dalla sua configurazione morfologica, intra montes ubertas, ovvero terra tra i monti.

### Le origini e l'Età Antica
Le origini della cittadina non sono certe. Secondo quanto afferma lo storico Matteo Camera: "l'istoria è muta intorno ai primi abitatori di Tramonti, anche se non senza fondamento si può attribuire l'origine di questo borgo agli espulsi e dispersi Piceni, i quali, rimasti combattuti e fugati dai romani, furono costretti a cercare ricovero nelle vicine borgate"; della stessa idea è anche lo storico Cerasuoli, il quale afferma che Tramonti abbia avuto origine dall'unione di Piceni, Etruschi ed altri popoli.
Gli aborigeni abitanti di Tramonti, ovvero, i piceni dispersi e combattuti dai Romani sotto il consolato di Gaio Fabio Pittore nel 268 a.C., che si rifugiarono sul monte Albino, furono uniti a consorzio dai Romani, fondatori di Scala e Amalfi, edificando, per motivi di sicurezza, sul lato occidentale il villaggio di Cesarano che prese il nome dal primo abitante "Cesare", la cui fondazione si fa risalire al IV - V secolo a.C. Questo borgo fu per molto tempo propugnacolo principale di Tramonti, e dovette sostenere la guerra contro i principi Durazzeschi e Aragonesi di Napoli. La popolazione andò man mano crescendo, si sparse per il medesimo luogo il quale venne diviso in villaggi. I villaggi nati in seguito all'aumento demografico furono:
- Paternum (Paterno) che prese il nome del primo abitante "Patritio".
- Publicam (Polvica) che prese il nome del primo abitante "Populeo".
- Le Prete (Pietre) chiamato così per via della natura rocciosa del territorio.[9]

### Il Medioevo

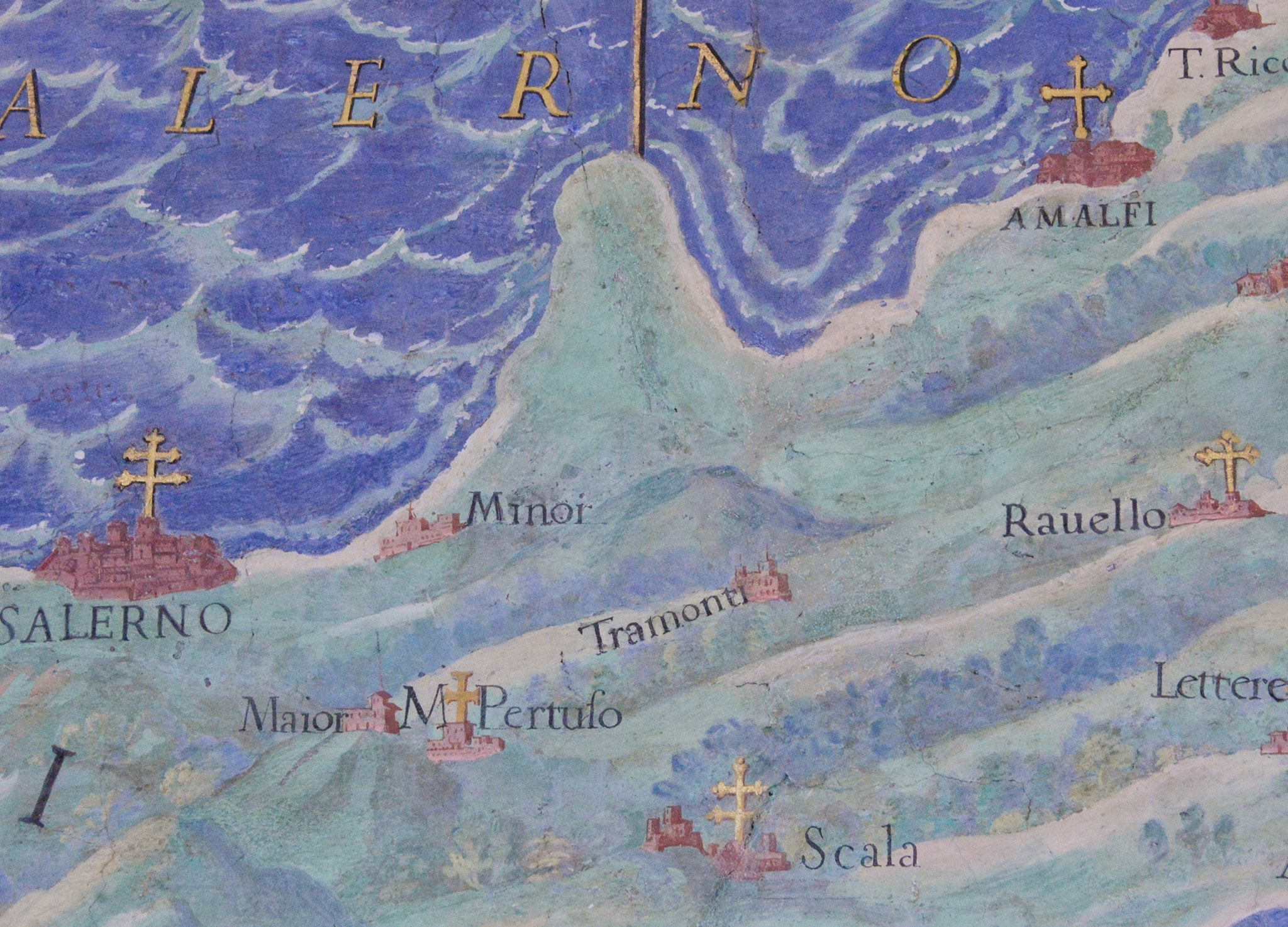
Tramonti in una mappa nei musei vaticani

In antiche scritture medioevali sono state trovate notizie riguardo all'esistenza di altri borghi (che prendevano il nome dalle famiglie più importanti del luogo), oltre ai tredici che costituiscono l'attuale territorio.

#### Epoca del Ducato di Amalfi
Tramonti, come gli altri paesi della costiera amalfitana, non può essere considerato separatamente dalla città di Amalfi e del suo antico ducato, infatti quest'ultima arrivò all'apice della sua grandezza attraverso un lungo travaglio di prove, di lotte, di vittorie, cui contribuirono anche le varie forze limitrofe. Anche Tramonti ha avuto una parte importante nel sorgere della repubblica amalfitana, per cui la troveremo coinvolta con le popolazioni rivierasche nella difesa della città di Amalfi contro il longobardo Arechi II, contro l'ambizioso Sicardo di Benevento, fino a quando Amalfi liberandosi dal dominio del duca di Napoli, il 1º dicembre 839, e con la proclamazione della repubblica, cominciò quella gloriosa ascesa che la portò ad essere una grande potenza marinara per più di tre secoli. Tramonti ha usufruito dei traffici della Repubblica Amalfitana, accrescendo così il proprio sviluppo commerciale ed artistico; non sarebbe altrimenti possibile spiegare il gran numero di chiese ivi esistenti, di monumenti antichi, la presenza di tante famiglie nobili ed il numero straordinario di uomini illustri. Fu in questo periodo che fu edificato il castello di Montalto. Secondo un'antica tradizione il nome della Tramontana deriverebbe proprio da Tramonti per via della sua posizione a nord di Maiori: il nome si sarebbe diffuso con le bussole che gli amalfitani usarono per primi in occidente.

#### Dominazione normanna
Nel 1127 il castrum di Montalto fu lo scenario di un'aspra battaglia fra gli amalfitani e i Normanni, il castrum difeso dai tramontani riuscì a respingere un primo assedio, ma gli invasori ne tentarono con successo un secondo. Con la presa del castrum, il Ducato di Amalfi ripose le sue ultime speranze di sopravvivenza e con il conseguente dominio normanno, cominciò il periodo oscuro di Amalfi ed anche la grandezza e l'importanza di Tramonti andò diminuendo.
I Normanni costruirono a Cesarano un baluardo, dove sorge oggi la chiesa parrocchiale dedicata all'Assunta.

#### Dominazione sveva
Nel 1197 il Ducato di Amalfi passò agli Svevi. Federico II di Svevia concesse privilegio
di demanio a Tramonti. Manfredi di Svevia, nel 1260, infeudò Tramonti Giovanni da Procida, intitolandosi « magnus civis Salerni, dominus insulae Procidae, Tramonti, Graniani et baroniae
Postilionis, ac domini regis (Manfridi) socié et familiaris ».
In quei tempi, Tramonti, veniva
annoverata per 117 fuochi, e corrispondeva al regio Fisco Svevo di once 29 e tarì 7 1/2 .

#### Dominazione angioina
Nel 1266 Tramonti passó agli Angioini e nel 1283 venne infeudata al francese Giovanni di Avignone da Carlo I d'Angiò, per un valore annuo di 200 once. Nello stesso anno insediò nel castello di Montalto Ponzio di Avignone, parente di Giovanni; il castello, oltre al castellano, all'epoca aveva una guarnigione di 16 soldati. Carlo II d'Angiò, nel 1290, donò Tramonti al valoroso milite francese Guglielmo Stendardo (de l'Étendard), Maresciallo e Gran Connestabile del regno di Napoli.
Questo signore di Tramonti (qualificato con titolo di dominus), qualche tempo dopo si assentò dal regno, senza permesso del sovrano « contra mandatum Nostrum », e per tale trasgressione gli furono sequestrati il castello e la terra di Tramonti, che poi al suo ritorno riuscì a riottenere. Vicino alla morte, Guglielmo fece testamento e legò la signoria di Tramonti al suo figlio primogenito Tommaso, capitan generale nelle Calabrie, che successe al padre nel possedimento di Tramonti, stimata per un valore annuo di 113 once e 10 tarì. Pochi anni dopo, entrò in lotta con le famiglie borghesi dei Ruoppoli e degli Sclavi, vassalli della chiesa amalfitana, sopra le quali Tommaso pretendeva di dover riscuoterne i diritti.
Una volta morto Tommaso Stendardo gli successe suo figlio Filippo, barone di Montalbano. Ma i Tramontani, non sopportando più la situazione di vassallaggio in cui versavano, per mezzo dei loro rappresentanti Atenulfo Fontanella e Riccardo de Angelis, supplicarono re Roberto d'Angiò di poter riottenere il privilegio di demanio.
Il Re, nel 1329, decise di donare Tramonti a sua moglie Sancha d'Aragona. Successivamente Tramonti ritornò regio Demanio. Nel 1349 la pronipote del re, Giovanna I d'Angiò donò Tramonti a Nicolò Acciaiuoli di Firenze. Durante il XV secolo Tramonti fu posseduta dai Colonnesi, dagli Orsini e dai Piccolomini.
Durante le guerre tra il duca d'Angiò e gli Aragonesi che ebbero luogo nel regno, Tramonti si schierò dalla parte degli Angioini, subì assedi e sciagure, solo la frazione di Cesarano poté sostenere le incursioni dei nemici, che nel 1422 fu presa dal nobile ribelle Francesco Mormile di Napoli.

### Età moderna

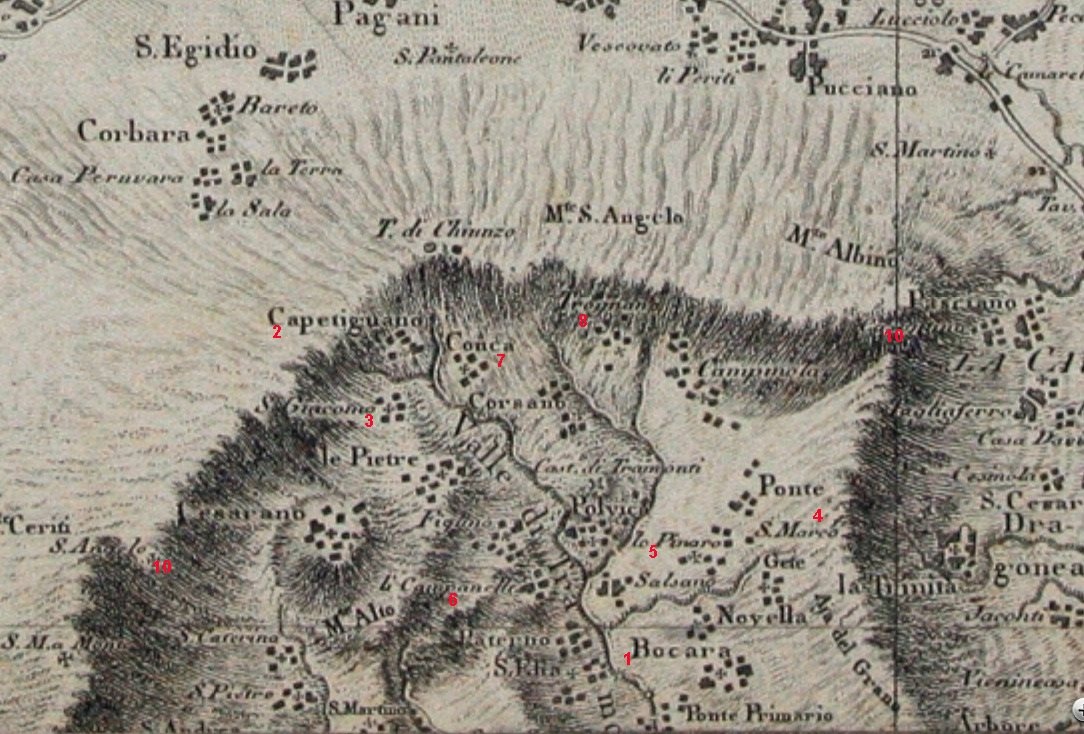
Tramonti in una carta geografica del Regno di Napoli del 1794

Nel 1442 Tramonti passò agli Aragonesi. Dopo la morte di Alfonso I di Napoli, Eleonora d'Aragona mosse contro Ferdinando I di Napoli le città di Tramonti, Agerola, Scala e Ravello. A Tramonti le milizie di Ferdinando non ebbero vita facile, infatti risultò difficoltosa l'espugnazione del borgo di Cesarano; una volta capitolata questa fortezza, i villaggi (le odierne frazioni) che diedero fedeltà a Ferdinando durante l'incursione, furono premiati da lui stesso, tranne la ribelle frazione di Cesarano. Dopo la disfatta della Battaglia di Sarno, i tramontani si armarono per proteggere Re Ferrante e lo condussero nelle loro case, il re soggiornò al sicuro dal nemico per molti giorni, i tramontani lo accompagnarono fino a Napoli e per ringraziarli di tale amore nei suoi confronti, il re li dichiarò uomini nobili e il sindaco avrebbe avuto la prima voce nell'elezione dell'Eletto del Popolo nei Sedili di Napoli. Nel 1461 Ferdinando diede in sposa sua figlia Maria ad Antonio Piccolomini di Siena a cui diede in feudo Tramonti, facendola ritornare al vassallaggio.

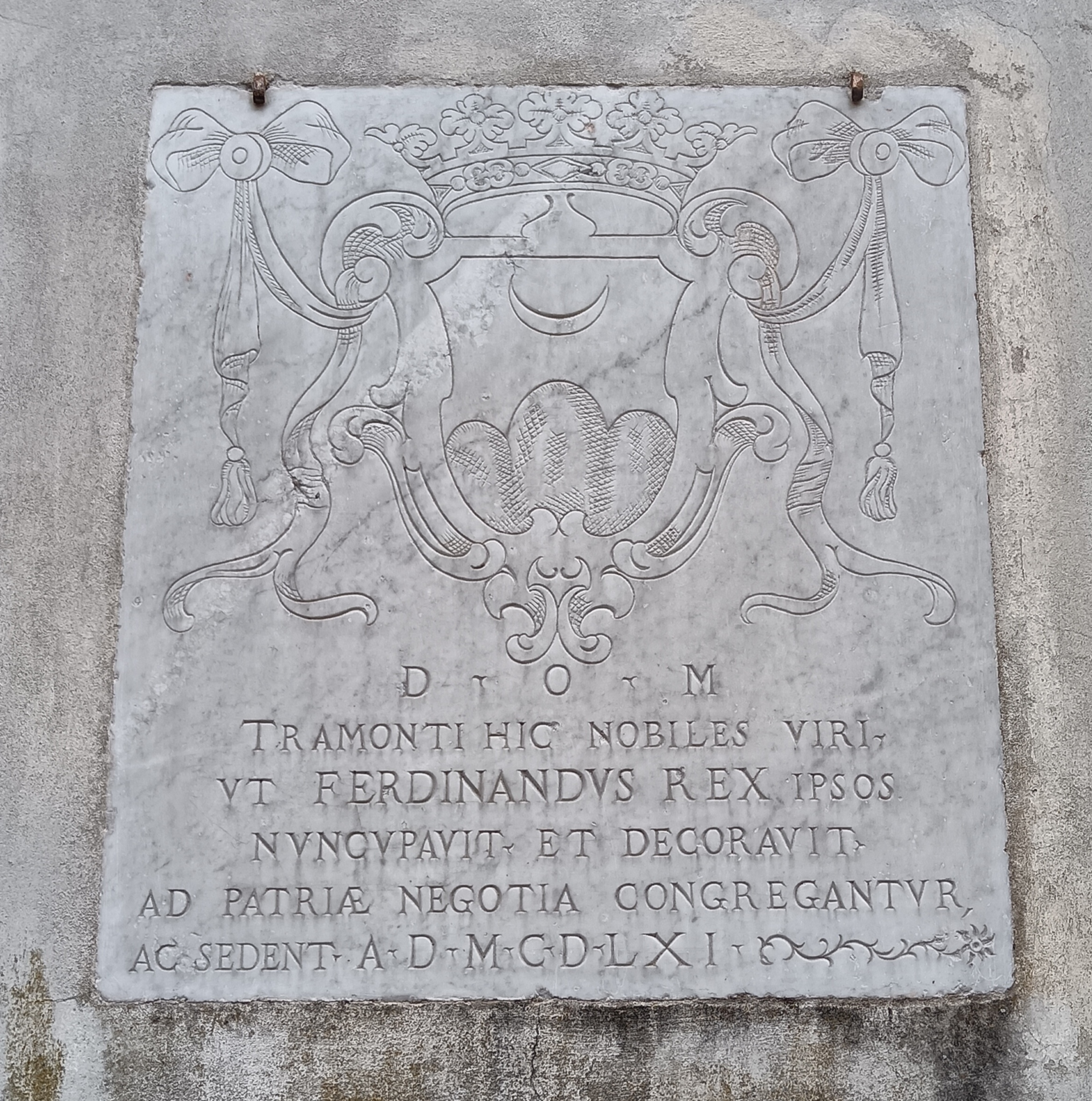
La lapide posta sulla facciata della chiesa di San Giovanni Battista in memoria del privilegio concesso ai Tramontani da Re Ferrante nel 1461.

#### La peste del 1656
Nel 1528 Tramonti fu colpita da una prima epidemia di peste nel solo casale di Gete, dove morirono centinaia di persone. Ben più violenta fu l'epidemia del 1656: la popolazione diminuì di un terzo, tutti i 13 parroci morirono e con loro anche l'arciprete don Gaspare Luciani. Le conseguenze dell'epidemia si riversarono inevitabilmente sulla popolazione, infatti, se nel 1648 la popolazione veniva tassata per 1072 fuochi (circa 5 300 abitanti), nel 1669 tale numero era sceso a 445 (circa 2 200 abitanti) e nel 1737 per soli 376 fuochi (circa 1 900 abitanti), numeri assai esigui, se si guarda quello del 1561: 1158 fuochi (circa 6 000 abitanti).

### Simboli
Lo stemma e il gonfalone sono stati concessi con DPR del 30 agosto 2000.
Stemma
Lo stemma di Tramonti è allusivo: tre monti sormontati da luna crescente.
Gonfalone

## Monumenti e luoghi d'interesse
Tramonti ospita un gran numero di chiese, 13 sono parrocchiali a queste si aggiungono 1 monastero, 1 convento e alcune cappelle.
Le strutture civili di maggiore rilevanza sono due castrum.

### Conservatorio di San Giuseppe e Santa Teresa
Nella frazione di Pucara sorge il "Conservatorio di San Giuseppe e Santa Teresa". Eretto nel 1662 per volontà di Francesco Antonio Ricca, la struttura con l'annessa chiesa venne benedetta l'8 dicembre 1723. Dopo l'unità d'Italia fu requisito per diventare un educandato.
Qui le suore stillarono la ricetta del concerto.

### Castrum di Montalto
Il castrum di Montalto, detto anche Trivento, (frazione Paterno Sant'Elia), che sorge sulla montagna omonima nel complesso dei monti Lattari, era una fortezza posta a presidio della Repubblica di Amalfi nel suo versante settentrionale. Del castrum resta ben poco, ma il sentiero che lo raggiunge offre spunti paesaggistici e storici notevoli.

#### Storia
Edificato ai tempi del ducato di Amalfi, la fortezza fu la principale fino al 1461 quando dopo la ribellione di Cesarano, il castrum fu abbandonato in favore di quello di Santa Maria la Nova, la cui costruzione fu iniziata per volere di Raimondo Orsini intorno al 1457.

### Chiesa San Pietro Apostolo
Nella chiesa di San Pietro in Figlino si può ammirare una pavimentazione della scuola di Capodimonte. Le maioliche rappresentano scene di pavoni, simbolo dell'eternità, e limoni, simbolo dell'appartenenza al territorio della Costiera Amalfitana.

### Convento di San Francesco in Polvica
Nella frazione di Polvica si erge la chiesa e il convento di San Francesco d'Assisi. I francescani iniziarono la loro opera missionaria a Tramonti intorno al Quattrocento, portando prima la devozione a sant'Antonio di Padova e poi quella del "poverello d'Assisi". Il convento è sempre stato il punto di incontro della popolazione tramontana, eretto nel 1474 grazie alla donazione di un nobile, Matteo D’Angelo, il quale nelle sue ultime volontà testamentarie offrì il proprio patrimonio per la costruzione dell'edificio. 
La struttura si sviluppa attorno ad un cortile centrale su pilastri decorati ad angolo da laterizi, da cui parte una scala laterale che conduce ai piani superiori.
La vicina chiesa mostra decorazioni del 1926 di Raffaele Severino, con affreschi di Gaetano Bocchetti. La copertura della chiesa è a soffitto piano con cupola sul transetto.
Sull'altare maggiore è presente un bassorilievo raffigurante Santo Stefano, Sant'Antonio abate e San Valentino. Nella chiesa sono sepolti i vescovi: Ambrogio Romano e Martino de Majo.
Caratteristica era la figura del frate "questuante", un religioso incaricato di girare le borgate del paese per chiedere del cibo. Il comune di Tramonti, ogni anno, ricorda il frate "questuante" riproponendo sul calendario comunale l'immagine di fra Serafino, ultimo francescano a ricoprire questo ruolo.

### Castello di Santa Maria la Nova
Sorge al centro della vallata, sul colle di santa Maria. Costruito intorno al 1457 per volontà di Raimondo Orsini, dal XIX secolo è adibito a cimitero comunale. Ad oggi rimangono tredici delle sedici torri, le mura e la cappella dove, nei secoli scorsi, i parroci di Tramonti si riunivano insieme all'arciprete.

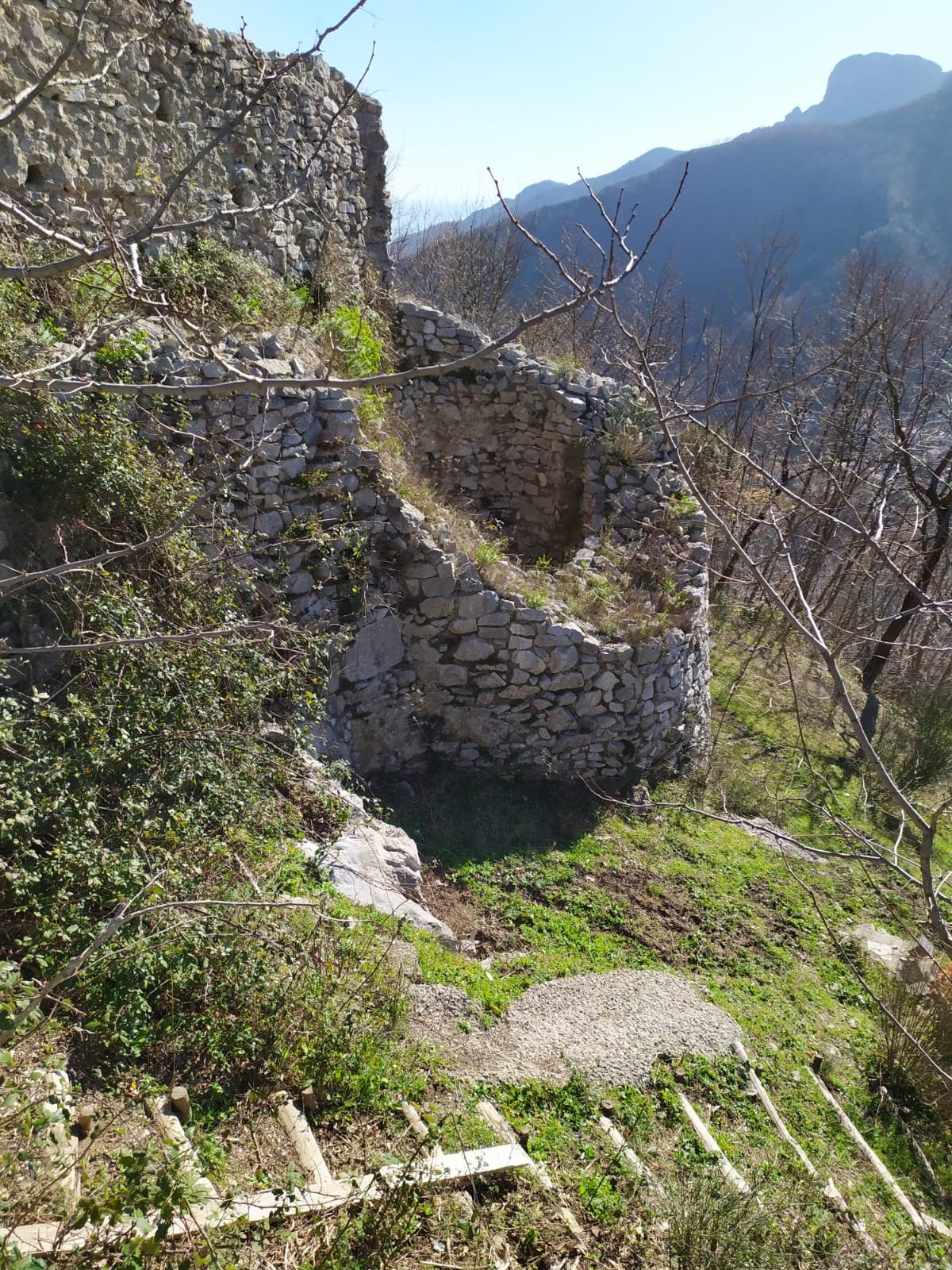
Resti della prima torre del castello, visti dal piazzale del cimitero.

### Chiesa Santa Maria Assunta
La chiesa di Santa Maria Assunta si erge sull'antica fortezza di Cesarano, detta bastida. Originariamente a una sola navata a croce latina, fu ampliata nel 1514 di altre due navate, durante questi lavori presumibilmente fu eretto il campanile. Nel 1700 Luca Giordano dipinse una tela raffigurante la Crocifissione e un'altra raffigurante l'Assunzione, posta sull'altare maggiore.
Nel 1952 la tela dell'Assunzione andò perduta e fu commissionata una nuova tela in stile contemporaneo da porre sull'altare maggiore. Nel 1980 l'altare maggiore rovinò e la tela fu collocata nella navata sinistra.

#### San Trifone compatrono di Cesarano
Le reliquie del santo martire rinvenute durante i lavori di restauro dell'agosto del 1514, sono conservate in un busto reliquiario posto nella prima cappella della navata destra. Il busto, di scuola napoletana realizzato in argento, bronzo dorato e legno, fu commissionato a seguito di un voto degli abitanti di Cesarano durante la violenta peste del 1656.

### Chiesa di San Felice di Tenna
La chiesa che sorge nella frazione di Pietre è una delle più antiche di Tramonti. Anticamente a tre navate, subì prima il crollo della navata del vangelo all'inizio del Seicento e poi la completa rovina a causa di un terremoto nel 1688. Fu ricostruita a una sola navata all'inizio del Settecento.

### Altre chiese
- Cappella di Sant'Angelo
- Chiesa dell'Ascensione
- Chiesa di San Bartolomeo Apostolo
- Chiesa di Santa Caterina de' Cervi
- Chiesa di Sant'Elia Profeta
- Chiesa di Sant'Erasmo
- Chiesa di San Felice del Ponte
- Chiesa di Santa Maria della Neve
- Cappella di Santa Maria della Pietà
- Chiesa di Santa Maria la Nova
- Chiesa di San Michele Arcangelo
- Chiesa del Santissimo Salvatore
- Chiesa della Santissima Trinità
- Chiesa di San Giovanni Battista

## Società

### Evoluzione demografica
Abitanti censiti

### Religione
La maggioranza della popolazione è di religione cristiana, cattolica di rito romano, e fa capo all'arcidiocesi di Amalfi-Cava de' Tirreni.

## Infrastrutture e trasporti

### Strade
- Strada Provinciale 1 Innesto SP 20 (Ravello)-Innesto SP 2 (Valico di Chiunzi);
- Strada Provinciale 2/b Chiunzi-Polvica-Maiori;
- Strada Provinciale 141 Polvica-Pietre di Tramonti (compreso tratto Cesarano-SP 1);
- Strada Provinciale 157 Polvica-Corsano;
- Strada Provinciale 299 Pietre-Capitignano di Tramonti.,

## Amministrazione

### Gemellaggi
- Pézilla-la-Rivière, dal 2001

### Altre informazioni amministrative
Le competenze in materia di difesa del suolo sono delegate dalla Campania all'Autorità di bacino regionale Destra Sele.

## Sport
Una delle strutture principali di Tramonti è il campo sportivo "Franco Amato", sito nella frazione di Pietre. 
Tramonti ha come squadra di calcio principale la S.C. Tramonti 85 che milita nel campionato di Prima Categoria.